# ASCI Red
ASCI Red (també conegut com a ASCI Option Red o TFLOPS) va ser el primer ordinador construït sota l'Accelerated Strategic Computing Initiative (ASCI), la iniciativa de supercomputació del govern dels Estats Units creada per ajudar al manteniment dels Estats Units. arsenal nuclear després de la moratòria de les proves nuclears de 1992.
ASCI Red va ser construït per Intel i instal·lat als Sandia National Laboratories a finals de 1996. El disseny es va basar en l'ordinador Intel Paragon. Els objectius originals de lliurar una autèntica màquina teraflop a finals de 1996 que seria capaç d'executar una aplicació ASCI utilitzant tota la memòria i els nodes el setembre de 1997 es van complir. Va ser utilitzat pel govern dels EUA des dels anys de 1997 a 2005 i va ser el superordinador més ràpid del món fins a finals de 2000. Va ser la primera màquina ASCI que va adquirir el Departament d'Energia, i també la primera supercomputadora a puntuar per sobre d'un teraflops en el punt de referència LINPACK, una prova que mesura la velocitat de càlcul d'un ordinador. Les actualitzacions posteriors a ASCI Red li van permetre funcionar per sobre dels dos teraflops.
L'ASCI Red s'ha guanyat una reputació de fiabilitat que alguns veterans diuen que mai no ha estat derrotada. El director de Sandia, Bill Camp, va dir que l'ASCI Red tenia la millor fiabilitat de qualsevol superordinador mai construït i "era la marca més alta de la supercomputació en longevitat, preu i rendiment".
ASCI Red va ser donat de baixa el 2006.

## Estructura del sistema
El superordinador ASCI Red era un ordinador de pas de missatges MIMD (Multiple Instruction, Multiple Data) de memòria distribuïda. El disseny va proporcionar alts graus d'escalabilitat per a E/S, memòria, nodes de càlcul, capacitat d'emmagatzematge i comunicacions; Les interfícies paral·leles estàndard també van permetre portar aplicacions paral·leles a la màquina. La màquina estava estructurada en quatre particions: Càlcul, Servei, E/S i Sistema. Aplicacions paral·leles executades a la partició de càlcul que contenia nodes optimitzats per al rendiment de punt flotant. Els nodes de càlcul només tenien les característiques necessàries per a un càlcul eficient: no estaven destinats a serveis interactius generals. La partició de servei proporcionava un amfitrió integrat i escalable que admetia usuaris interactius (sessions d'inici de sessió), desenvolupament d'aplicacions i administració del sistema. La partició d'E/S admet E/S de disc, un sistema de fitxers paral·lel escalable i serveis de xarxa. La partició del sistema admet l'arrencada inicial i les capacitats de fiabilitat, disponibilitat i servei (RAS) del sistema.
La partició de servei ajuda a integrar totes les diferents parts d'ASCI Red juntes. Proporciona un amfitrió escalable per als usuaris i s'utilitza per a l'administració general del sistema. La partició d'E/S proporciona un sistema de fitxers i serveis de xarxa, i la partició de servei està formada per les pantalles d'inici de sessió, les eines per al desenvolupament d'aplicacions i les utilitats per a les connexions de xarxa. La partició de càlcul conté nodes dissenyats per al rendiment de punt flotant. Aquí és on té lloc la informàtica real. Cadascun dels nodes de càlcul tenia dos processadors Pentium Pro 200 MHz, cadascun amb una memòria cau de nivell 1 de 16 KB i una memòria cau de nivell 2 de 256 KB, que es van actualitzar posteriorment a dos processadors Pentium II OverDrive 333 MHz, cadascun amb una memòria cau de nivell 1 de 32 KB i una memòria cau de nivell 2 de 512 KB. Segons Intel, l'ordinador vermell ASCI és també el primer superordinador a gran escala que es construeix completament amb components comuns disponibles comercialment.
Totes les particions d'ASCI Red estan interconnectades per formar un superordinador, però al mateix temps cap dels nodes admet memòria compartida global. Cadascun dels nodes funciona en la seva pròpia memòria, i cadascun comparteix dades amb els altres mitjançant el "passatge explícit de missatges".

## Especificacions tècniques
L'ordinador en si ocupava gairebé 1,600 peus quadrats (150 m2) d'espai, i està format per 104 "armaris". D'aquests armaris, 76 són ordinadors (processadors), 8 són interruptors i 20 són discs. Té un total de 1212 GB de RAM i 9298 processadors separats. La màquina original utilitzava processadors Intel Pentium Pro amb una velocitat de 200 cadascun MHz. Posteriorment es van actualitzar a processadors Pentium II Xeon especialment empaquetats, cadascun amb una velocitat de 333 MHz. En total, va requerir 850 kW de potència (sense incloure l'aire condicionat). El que diferencia l'ASCI Option Red a part de tots els seus predecessors en supercomputació és el seu gran ample de banda d'E/S. Els superordinadors anteriors tenien un rendiment multi-GFLOPS, però les seves velocitats d'E/S lentes alentirien o coll d'ampolla els sistemes. El TFLOPS PFS d'Intel és un "sistema de fitxers paral·lel" extremadament eficient que pot mantenir velocitats de transferència de fins a 1 GB/s, eliminant els colls d'ampolla.